# Hemže-Mýtkov
Přírodní rezervace Hemže–Mýtkov je rezervace v okrese Ústí nad Orlicí, v údolí řeky Tichá Orlice, v části mezi Chocní a Brandýsem nad Orlicí. Byla vyhlášena v roce 1996. Jedná se hlavně o opukové stráně a pilíře nad pravým okrajem nivy Tiché Orlice, nad železnicí Praha-Olomouc. Svým charakterem připomíná blízkou rezervaci Peliny, jen skalní pilíře dosahují menších rozměrů.
Hemže jsou blízká vesnice, dnes patří k městu Choceň. Mýtkov je bývalý mlýn blízko rezervace, dnes přestavěn na penzion, také se objevuje varianta názvu Mitkov, kterou dnes penzion používá. Pro oblast se také někdy užívá název Zadní Peliny.

## Rostlinná společenstva
Dominantním společenstvem jsou suťové lesy as. Aceri-Carpinetum, které jsou vyvinuty na strmých stráních pod a mezi skalami. Na rovinatějších místech rostou hercynské dubohabřiny as. Melampyro nemorosi-Carpinetum, do kterých zasahují některé prvky karpatských dubohabřin. Na místech s chladnějším mikroklimatem jsou poměrně maloplošně vyvinuty květnaté bučiny sv. Fagion. Na hranici rezervace jsou 2 odstavené meandry Tiché Orlice, které vznikly při budování železnice v 19. století. Vyskytuje se zde nějaká vodní vegetace. V jejich okolí jsou také poměrně rozsáhlé luhy podsv. Alnenion glutinoso-incanae, většinou však už za hranicí rezervace. Na skalních pilířích se nachází nějaká chudá vegetace skal. Skalní pilíře nejsou však tak mohutné jako v Pelinách a není zde vyvinuto tak významné reliktní bezlesí. V rezervaci je také vodopád v rokli a drobná jeskyňka v opukové skále.

## Rostliny
V rezervaci roste velké množství různých druhů rostlin. Nápadná je květnatý jarní aspekt místních lesů. Hojná je prvosenka vyšší (Primula elatior), violka lesní (Viola reichenbachiana), sasanka hajní (Anemone nemorosa), jaterník podléška (Hepatica nobilis), vyskytuje se zde i violka divotvárná (Viola mirabilis). V luzích roste řeřišnice hořká (Cardamine amara) a mokrýš střídavolistý (Chrysosplenium alternifolium), je zde také velká populace přesličky obrovské (Equisetum telmateia). Na osypech skal je hojná violka chlumní (Viola collina). Území leží na migrační trase mezi Čechami a Moravou, proto se domigrovali některé prvky z Karpat. Je to např. ostřice chlupatá (Carex pilosa) nebo kostival hlíznatý (Symphytum tuberosum). V létě vykvétá lilie zlatohlavá (Lilium martagon).

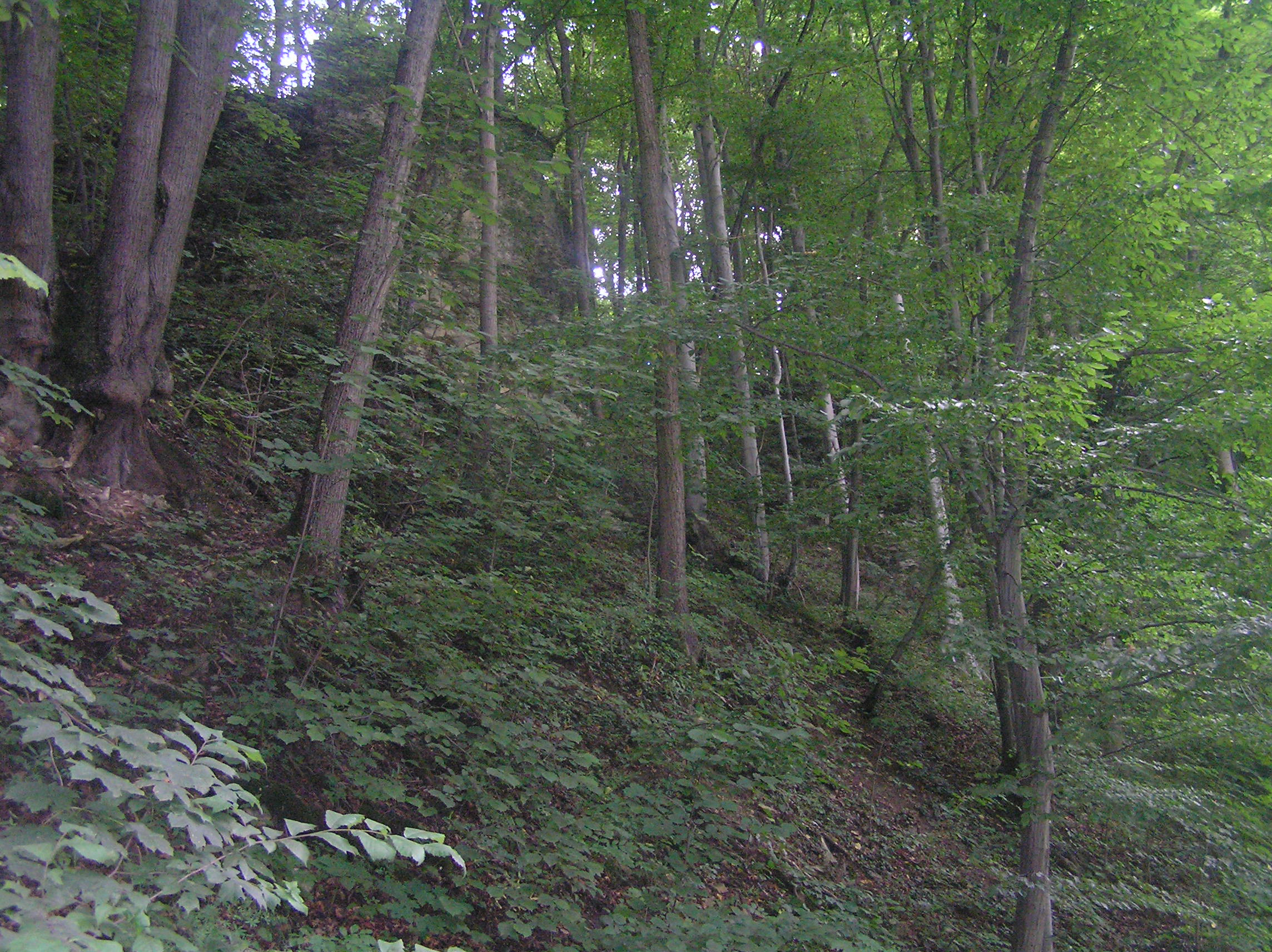
suťový les se skalami
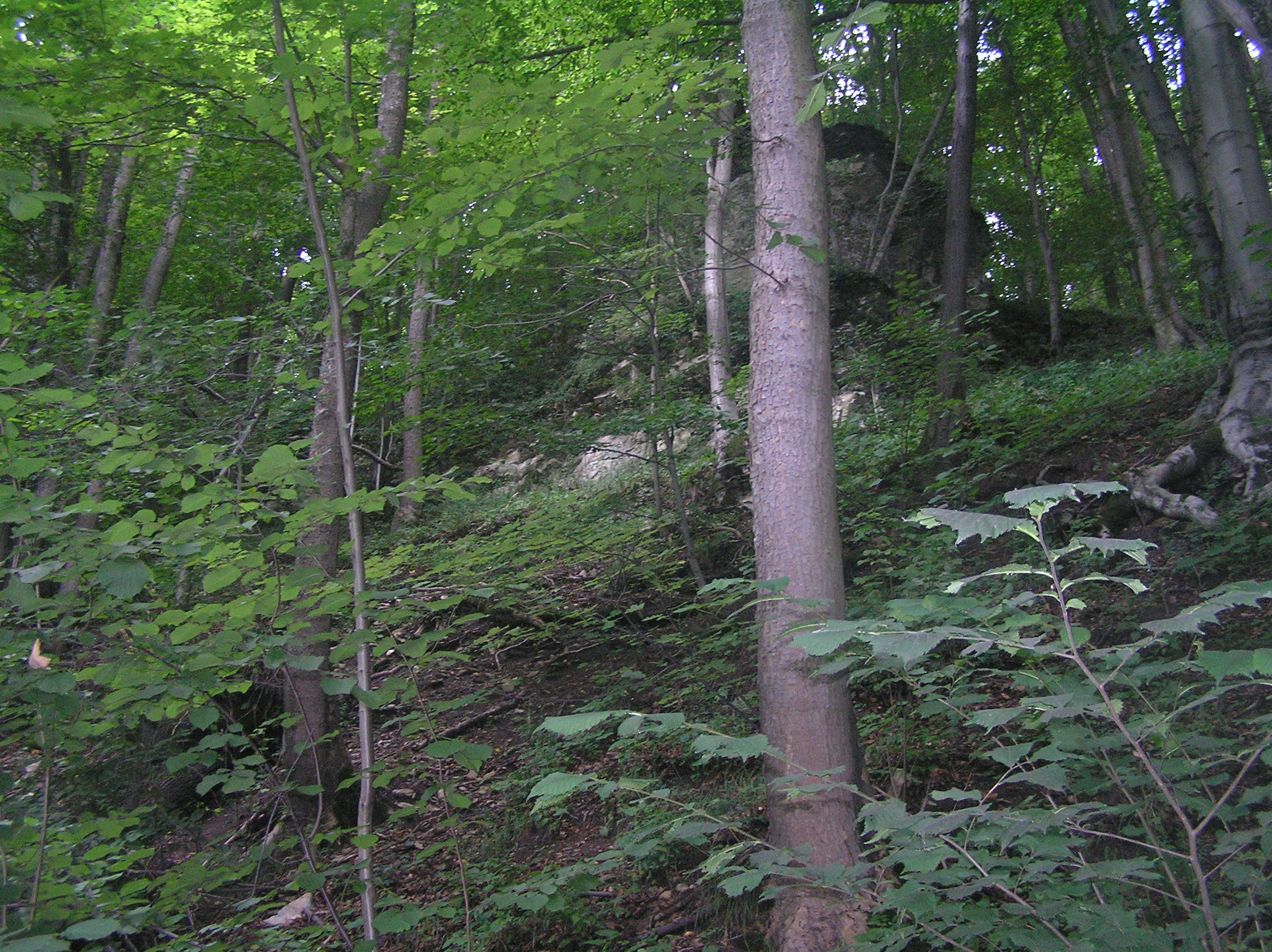
suťový les se skalami
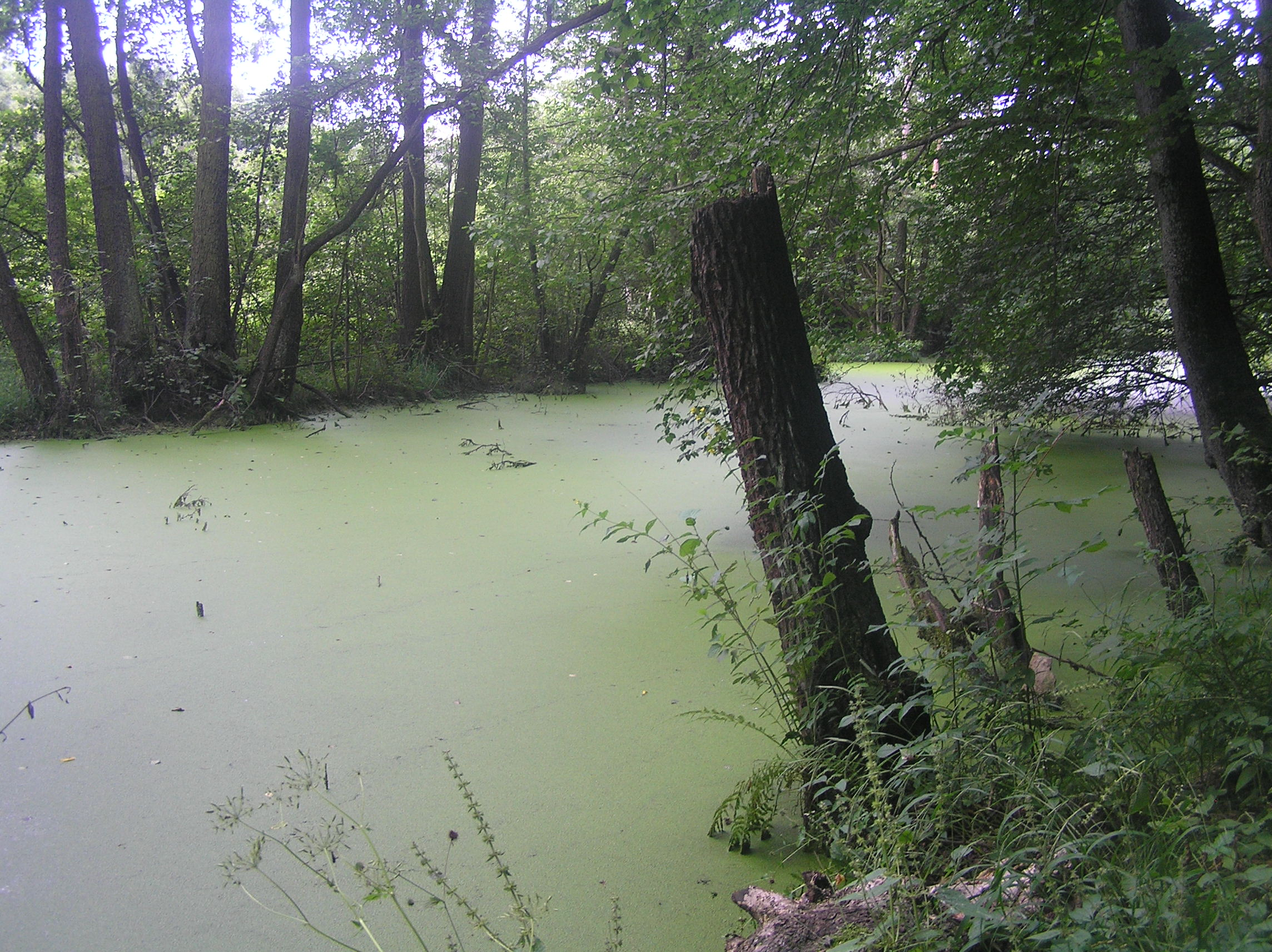
slepé rameno dole
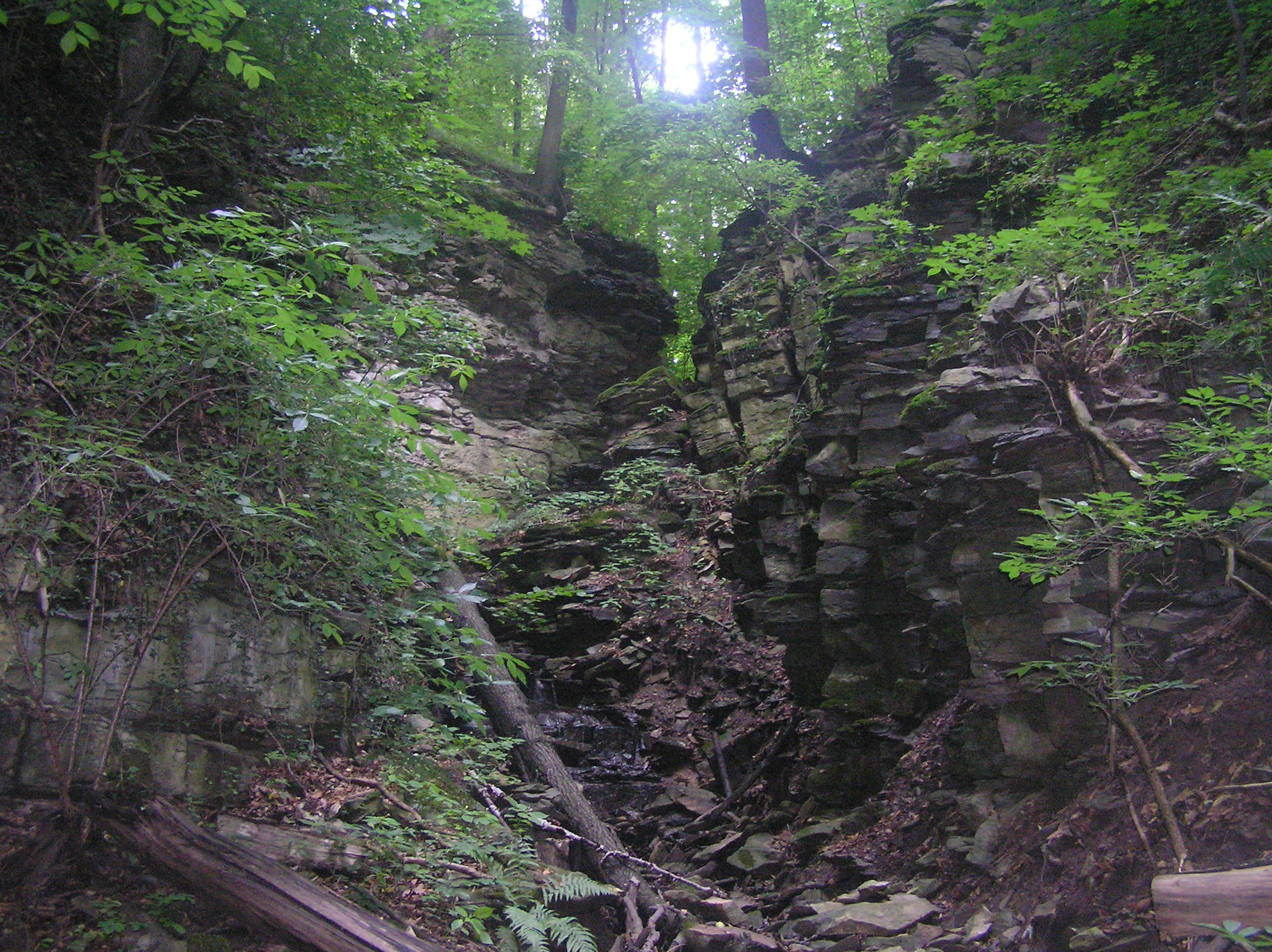
soutěska s potokem

## Živočichové
V rezervaci žije i mnoho živočichů. V lesním porostu hnízdí četné druhy ptáků, např. sýkora koňadra, sýkora modřinka, sýkora lužní, brhlík lesní, strakapoud velký, pěnkava obecná. Ze sov zde s jistotou žije puštík obecný, zalétá sem výr velký, z dravců je běžné káně lesní. Ze savců potkáme často srnce obecného, zajíce polního nebo veverku obecnou. Z obojživelníků zde žije mlok skvrnitý.
V rezervaci žije bohatá malakofauna 78 druhů: Bythinella austriaca (von Frauenfeld, 1857) agg., Platyla polita (Hartmann, 1840), Acroloxus lacustris (Linnaeus, 1758), Galba truncatula (O. F. Miller, 1774), Radix peregra (O. F. Müller, 1774), Physa fontinalis (Linnaeus, 1758), Bathyomphalus contortus (Linnaeus, 1758), Gyraulus crista (Linnaeus, 1758), Hippeutis complanatus (Linnaeus, 1758), Carychium minimum O. F. Müller, 1774, Carychium tridentatum (Risso, 1826), Cochlicopa lubrica (O. F. Müller, 1774), Cochlicopa lubricella (Rossmässler, 1835), Pupilla muscorum (Linnaeus, 1758), Pupilla sterrii (Voith,1840), Vallonia costata (O. F. Miller, 1774), Vallonia pulchella (O. F. Miller, 1774), Acanthinula aculeata (O. F. Miller, 1774), Columella edentula (Draparnaud, 1805), Truncatellina cylindrica (A. Férussac, 1807), Vertigo alpestris Alder, 1838, Vertigo antivertigo (Draparnaud, 1801), Vertigo pusilla O. F. Müller, 1774, Vertigo pygmaea (Draparnaud, 1801), Ena montana (Draparnaud, 1801), Merdigera obscura (O. F. Miller,1774), Cochlodina commutata (Rossmässler,1836), Cochlodina laminata (Montanu, 1803), Itala ornata (Rossmässler, 1836), Clausilia parvula de Férussac, 1807, Laciniaria plicata (Draparnaud, 1801), Alinda biplicata (Montagu, 1803), Succinella oblonga (Draparnaud, 1801), Succinea putris (Linnaeus, 1758), Cecilioides acicula (O. F. Müller, 1774), Punctum pygmaeum (Draparnaud, 1801), Discus rotundatus (O. F. Müller, 1774), Zonitoides nitidus (O. F. Miller, 1774), Euconulus fulvus (O. F. Müller, 1774), Vitrina pellucida (O. F. Müller, 1774), Eucobresia diaphana (Draparnaud, 1805), Vitrea contracta (Westerlund, 1871), Vitrea crystallina (O. F. Miller, 1774), Vitrea diaphana (Studer, 1820), Aegopis verticillus (Lamarck, 1822), Aegopinella minor (Stabile, 1864), Aegopinella pura (Alder, 1830), Perpolita hammonis (Ström, 1765), Perpolita petronella (L. Pfeiffer, 1853), Oxychilus cellarius (O. F. Miller, 1774), Oxychilus depressus (Sterki, 1880), Oxychilus draparnaudi (Beck, 1837), Daudebardia brevipes (Draparnaud, 1805), Daudebardia rufa (Draparnaud, 1805), Limax cinereoniger Wolf, 1803, Deroceras turcicum (Simroth, 1894), Boettgerilla pallens Simroth, 1912, Arion distinctus Mabille, 1868, Arion lusitanicus Mabille, 1868, Arion silvaticus Lohmander, 1937, Arion fuscus (O. F. Müller, 1774), Fruticicola fruticum (O. F. Miller, 1774), Trochulus sericeus (Draparnaud, 1801), Petasina unidentata (Draparnaud, 1805), Monachoides incarnatus (O. F. Miller, 1774), Arianta arbustorum (Linnaeus, 1758), Helicigona lapicida (Linnaeus, 1758), Faustina faustina (Rossmässler, 1835), Isognomostoma isognomostomos (Schröter, 1784), Cepaea hortensis (O. F. Müller, 1774), Cepaea vindobonensis (Férussac, 1821), Helix pomatia Linnaeus, 1758, Musculium lacustre (O. F. Müller, 1774), Pisidium casertanum (Poli, 1791), Pisidium milium Held, 1836, Pisidium obtusale (Lamarck, 1818), Pisidium personatum Malm, 1855 a Pisidium subtruncatum Malm, 1855.